# General Motors Europe
General Motors Europe, abrégé en GM Europe, était la filiale européenne du constructeur automobile américain General Motors, créée en 1986.
Elle est absorbée par le groupe automobile français PSA Peugeot-Citroën en 2017.
Elle exploitait 14 sites de production et d'assemblage dans 9 pays et employait environ 54 500 personnes. Les principales marques européennes de General Motors étaient Vauxhall et Opel, qui vendaient toutes deux à peu près la même gamme de voitures sur différents marchés. GM Europe possédait également la marque suédoise Saab jusqu'en 2010 et a vendu des modèles Chevrolet entre 2005 et 2015. La marque américaine Cadillac était également importée en Europe en petites quantités. En 2009, General Motors annonce le déplacement de son siège européen de Zurich, en Suisse, à Rüsselsheim, en Allemagne, afin de renforcer sa filiale allemande Opel.
À la suite du rachat par le groupe français PSA, GM Deutschland GmbH devient Opel Automobile GmbH, et General Motors España SL devient Opel España SL (aujourd'hui Stellantis España SL).
Depuis juillet 2022, les opérations européennes de General Motors sont menées par « Cadillac Europe GmbH » (distribution des véhicules Cadillac et des voitures de sport Chevrolet), General Motors IT Services (Ireland) Limited en Irlande (fourniture de services informatiques) et GM Auto LLC (ООО Джи Эм Авто) (une filiale distincte qui distribue les modèles Chevrolet Camaro, Tahoe et Traverse en Russie).

## Présentation
GM Europe exploitait 14 sites de production et d’assemblage de véhicules dans neuf pays et employait environ 54 500 personnes. De nombreux autres emplois directement liés à l'activité économique ont été créés par quelque 8 700 points de vente et de service indépendants. En 2005, la part de marché de GM en Europe était de 9,4 %.

### Usines en Europe
- Angleterre (Vauxhall) : Ellesmere Port et Luton employaient 4 279 travailleurs.
- Allemagne (Opel) : Bochum, Eisenach, Kaiserslautern et Rüsselsheim employaient 25 103 travailleurs.
- Espagne (Opel) : Figueruelas, Saragosse, employait 7 001 ouvriers (la plus grande usine de General Motors en Europe).
- Suède (Saab) : Trollhättan, employait 3 892 travailleurs.
- Hongrie (Opel) : Szentgotthárd.
- Pologne (Opel) : Gliwice, employait 3 582 travailleurs.
- Belgique (Opel) : Anvers employait 2 584 travailleurs.
- Russie (Opel) : Saint-Pétersbourg, employait 986 travailleurs (l'usine de Shushary a été fermée en 2015 et vendue plus tard à Hyundai)[5].

Le nombre total de salariés européens était de 54 500 (en mai 2009).

## Histoire

### 1911-1939
General Motors est entré sur le marché européen seulement trois ans après la fondation de l'entreprise en 1908. Cela impliquait la construction de voitures Chevrolet au Danemark en 1923 et en Belgique en 1925. Cet engagement fut considérablement accru par les acquisitions de Vauxhall en 1925 et d'Opel en 1929. À l'origine, Vauxhall et Opel fonctionnaient indépendamment l'un de l'autre avec des lignes de produits totalement distinctes et étaient des concurrents directs en dehors de leurs marchés nationaux respectifs.

### 1970-2008
Au début des années 1970, General Motors a commencé à fusionner les gammes de produits d'Opel et de Vauxhall, avec le développement d'une série de plates-formes communes à partir desquelles une gamme de véhicules pourrait être dérivée. Ces véhicules portaient soit la marque Vauxhall, soit la marque Opel selon le marché – Vauxhall étant principalement utilisé pour le marché britannique, Opel pour le marché européen, y compris l'Irlande. Cela a permis de mutualiser les ressources de fabrication, c'est pourquoi les véhicules badgés Opel ont été produits dans les usines Vauxhall et vice versa. Au départ, dans le cadre de cet accord, Vauxhall conservait encore un certain degré de liberté de conception et d'ingénierie avec ses versions des modèles Opel portant leur propre style avant et arrière distinct et, dans certains cas, leurs propres conceptions de moteur ; mais lors du lancement de l'Opel Kadett D en 1979, les voitures ne différaient que par le badge et les spécifications. Cela signifiait donc que deux gammes de voitures par ailleurs identiques étaient vendues en concurrence l'une avec l'autre sous les deux marques, cela a pris fin en 1982 lorsque les deux réseaux de concessionnaires ont fusionné sous le nom de « Vauxhall-Opel », la majeure partie de la gamme Opel a été abandonnée au profit de leurs équivalents Vauxhall et Opel a été positionnée en Grande-Bretagne comme une marque de luxe performante, seules les gammes Manta, Senator et Monza étant proposées en Grande-Bretagne. Ailleurs en Europe, la marque Bedford de Vauxhall était utilisée sur des fourgonnettes dérivées de voitures et des véhicules utilitaires lourds. Les voitures badgées Vauxhall ont été vendues dans toute l'Europe en petit nombre, même sur le marché national d'Opel, l'Allemagne, et sont restées les plus longtemps en Scandinavie et dans les pays du Benelux - des marchés qui n'avaient pas leur propre industrie automobile et qui conservaient également une résistance résiduelle aux produits allemands après la Seconde Guerre mondiale.
Les voitures américaines de General Motors ont été vendues sporadiquement en Europe dans les années 1970 et au début des années 1980. L'un des principaux centres d'importation était Lendrum & Hartman Limited en Grande-Bretagne (qui avait assemblé des voitures General Motors dans les années d'avant-guerre), mais en 1982, il y eut une volonté d'accroître les exportations vers l'Europe et toutes les importations américaines (et canadiennes) furent transférées vers un importateur unifié à Athènes, en Grèce, appelé la North American Vehicle Overseas Organisation. Cet emplacement a été choisi car l’entreprise gérerait également les exportations vers l’Afrique et le Moyen-Orient. L'essor des exportations est le reflet d'un dollar faible et de la tendance post-crise pétrolière vers des voitures plus petites et plus efficaces, plus commercialisables en Europe. Le dépôt européen de pièces détachées de General Motors pour les pièces américaines était situé à Anvers, en Belgique.
IBC Vehicles, une coentreprise entre General Motors et Isuzu, a été créée en 1985. La nouvelle société a repris l'usine de fourgons Bedford à Luton, produisant une gamme de fourgons légers conçus sur la base de modèles Isuzu et Suzuki. IBC fabriquera plus tard le modèle SUV Frontera basé sur Isuzu. Isuzu se retirera plus tard d'IBC Vehicles en 1998, Renault prenant sa place dans l'entreprise – qui sera ensuite rebaptisée GMM Luton – fabriquant la famille de fourgons légers Vivaro.
En 1986, General Motors inaugure officiellement GM Europe, la même année où le dernier « vrai » Vauxhall – le fourgon Bedford CF – a cessé sa fabrication. En 1987, GM Europe vend la division poids lourds de Bedford à AWD Ltd. La marque Bedford a continué à être présente sur les véhicules utilitaires légers jusqu'en 1990, date à laquelle elle a été complètement abandonnée. La société AWD nouvellement créée a connu des difficultés en tant qu'entreprise indépendante loin de GM et s'est effondrée en 1992, mettant fin à la lignée des camions Bedford et l'usine de Dunstable a ensuite été fermée.
En 1988, à la suite de l'arrêt du modèle Manta (la Senator était devenue une Vauxhall en 1984, tandis que le coupé Monza avait été supprimé en 1987), la marque Opel abandonne officiellement le marché britannique – tandis que Vauxhall abandonne l'Irlande au profit d'Opel six ans plus tôt. En 1991, GM Europe annonce que la plate-forme Opel Kadett de sixième génération adoptera le nom Astra (déjà utilisé par Vauxhall) – inaugurant une nouvelle politique de standardisation des noms de modèles entre les deux marques, diluant encore davantage l'indépendance de Vauxhall vis-à-vis d'Opel. En 2002, il est annoncé que les lignes de production de voitures Vauxhall à Luton fermeraient après l'introduction de la troisième génération de Vectra.
En 1986 également, GM achète Lotus en Angleterre, le premier fruit de cet achat étant la berline hautes performances Lotus Omega/Carlton en édition spéciale. Sept ans plus tard, le 27 août 1993, GM vend l'entreprise pour 30 millions de livres à Romano Artioli, alors propriétaire du constructeur automobile français Bugatti. GM acquiert une participation de 50 % dans le constructeur suédois Saab en 1989, et en devient le propriétaire total en 2000. General Motors développe également un partenariat avec Fiat et acquiert une participation dans cette société en 2000. GM cède ses participations minoritaires et dissous le partenariat en 2005, à la suite d'une bataille juridique concernant les conditions d'une option de vente accordée à Fiat.

### Restructuration
À la suite de la crise financière mondiale de 2008 et à la chute de GM, le 30 mai 2009, il est annoncé qu'un accord a été conclu pour transférer les actifs de New Opel (Opel plus Vauxhall, moins Saab) à une société distincte, contrôlée par un fiduciaire.
L'accord, soutenu par le gouvernement fédéral allemand, est négocié par la chancelière allemande Angela Merkel. Il était prévu que GM Europe conserve une participation minoritaire de 35 % dans la nouvelle société,, les salariés d'Opel 10 %, avec un plan proposant de vendre la majorité de l'entreprise à l'un des deux partenaires :
- le constructeur automobile italien Fiat
- ainsi qu'un consortium détenu majoritairement par la banque russe Sberbank (35 %), le Canadien Magna International (20 %) et les salariés et concessionnaires automobiles d'Opel (10 %)

La nouvelle société ne serait pas autorisée à vendre des voitures Opel sur les marchés américain (de manière permanente) et chinois (au moins temporairement), qui sont les deux plus grands marchés du monde.
Le 1er juin 2009, General Motors dépose le bilan auprès d'un tribunal de New York. La vente d'Opel ayant été négociée deux jours auparavant, le consortium Magna étant l'acquéreur privilégié, les deux sociétés étaient en effet protégées de toute liquidation d'actifs de GM,,,. Magna International déclare que leurs plans pour Opel incluaient d'attirer General Motors ou des constructeurs automobiles tiers pour construire leurs voitures et véhicules électriques à Anvers. Si Opel devait réduire la production de ses propres modèles phares, toute capacité inutilisée pourrait être utilisée pour fabriquer des véhicules pour d’autres constructeurs automobiles. Des sources proches de Magna International ont révélé que parmi les constructeurs automobiles tiers potentiels figurent le constructeur automobile américain Ford et le groupe français PSA Peugeot-Citroën. Cependant, les négociations avec Magna International échouent sur certains détails, notamment la vente des droits de propriété intellectuelle et la distribution de tous les futurs produits General Motors dans l'ex-Union soviétique.
General Motors annonce que les offres finales devaient lui être soumises avant le 20 juillet, ce qui a donné lieu à trois soumissionnaires: 
- Magna International, toujours soutenu par la Sberbank, avait apporté un changement de dernière minute à son offre pour apaiser les inquiétudes concernant l'influence de son partenaire russe. Cela permettrait aux deux partenaires d'avoir une part de 27,5 % dans la nouvelle société, General Motors conservant 35 % ;
- l'investisseur belge RHJ International ;
- l'entreprise chinoise Beijing Automotive Industries – disqualifiée pour « des problèmes de propriété intellectuelle » quelques jours plus tard[21].

Vers la fin du mois d'août 2009, des doutes ont surgi quant à la possibilité d'une vente d'Opel, bien qu'un responsable du gouvernement allemand ait révélé plus tard que les discussions se poursuivaient. RHJ International a ensuite augmenté son offre pour Opel de 275 à 300 millions d'euros.
Le 10 septembre 2009, General Motors accepte de vendre une participation de 55% dans la marque allemande Opel au groupe Magna avec l'approbation du gouvernement allemand. Avec cette décision, le président de Magna, Frank Stronach, souhaite faire passer Magna de son rôle actuel de fournisseur de pièces détachées à celui de constructeur automobile mondial qui se classe « parmi les leaders de la vente et de la fabrication de voitures électriques ». Cependant, le 3 novembre 2009, le conseil d'administration de General Motors annule l'accord avec Magna après avoir conclu qu'Opel était essentiel à la stratégie mondiale de GM. Dans le cadre de ses plans de restructuration en cours, Opel annonce la fermeture de son usine d'Anvers en Belgique.
En 2013, l'usine de boites de vitesse automatiques de Strasbourg est cédée à un industriel belge et prend le nom de Punch Powerglide. En décembre 2013, GM Europe annonce le retrait de Chevrolet du marché européen à la fin de l'année 2015.

#### Vente du Suédois Saab à Spyker
À l'origine, GM Europe prévoyait de vendre Saab au constructeur suédois de voitures de sport Koenigsegg.
Le 11 juin 2009, une lettre d'intention est signée par General Motors pour vendre Saab au constructeur suédois Koenigsegg, mais l'accord échoue en novembre 2009. Le 26 janvier 2010, Saab est vendue au Néerlandais Spyker Cars, formant une société connue sous le nom de Swedish Automobile NV.

#### Cession au groupe PSA, puis fusion avec FCA pour devenir Stellantis
Le 6 mars 2017, General Motors (GM) et le groupe français PSA Peugeot-Citroën annoncent leur accord selon lequel le constructeur automobile français achèterait GM Europe, incluant les filiales Vauxhall et Opel, ainsi que les activités financières de GM Financial Europe (incluant Opel Bank, Opel Financial Services et Vauxhall Finance) pour une valeur de 2,2 milliards de dollars de dollars,. PSA Peugeot-Citroën fusionnera plus tard avec Fiat Chrysler Automobiles (FCA) pour créer Stellantis en 2021.